# SC Vianense
El SC Vianense es un equipo de fútbol de Portugal que a partir de la temporada 2024-25 jugará en el Campeonato de Portugal, la cuarta categoría del Fútbol en Portugal.

## Historia
Fue fundado en el año 1898 en la ciudad de Viana do Castelo, del distrito del mismo nombre y es el equipo de fútbol de inexistencia interrumpida más antiguo de Portugal. Está afiliado a la Asociación de Fútbol de Viana do Castelo, por lo que puede formar parte de sus campeonatos.
También han competido en torneos nacionales como la Copa de Portugal, en la cual han participado en varias ocasiones, en donde alcanzaron las semifinales en la edición de 1924.

## Palmarés
- Tercera División de Portugal Seria A: 2

1991/92, 1998/99
- Campeonato de Viana do Castelo: 18

1923/24, 1924/25, 1925/26, 1926/27, 1927/28, 1928/29, 1929/30, 1930/31, 1931/32, 1932/33, 1933/34, 1934/35, 1935/36, 1936/37, 1939/40, 1940/41, 1941/42, 2019/20

## Jugadores

### Jugadores destacados
- Detinho
- Gilmar Lobato da Rocha
- Leandro Almeida Silva
- Paulo Cabral
- Paulo Ricardo Gomes Campos
- Pedro Alberto Maia Coentrão
- Jorge Humberto Rodrigues Cunha
- Mário Felgueiras
- Carlos Humberto da Silva Ferreira
- Tiago Mendes
- Sérgio André Oliveira da Silva